# Sonic the Hedgehog 3
Sonic the Hedgehog 3 (japanska: ソニック・ザ・ヘッジホッグ3 Hepburn: Sonikku za Hejjihoggu Surī?) är ett plattformsspel utvecklat av Sonic Team och utgivet av Sega. Spelet är det tredje i serien och släpptes till Sega Mega Drive i februari 1994 och i Japan tre månader senare. Handlingen tar vid där Sonic the Hedgehog 2 slutar med att antagonisten Dr. Robotniks rymdskepp "Death Egg" kraschlandar på en mystisk svävande ö. Där måste Sonic och hans vän Tails åter komma över "Chaos Emeralds" (sv. "Kaos-Smaragder") för att förhindra att Death Egg tas i drift, samtidigt som de möter öns väktare Knuckles the Echidna.
Utvecklingen av Sonic 3 påbörjades kort efter utgivningen av Sonic 2 i november 1992. Det utvecklades parallellt med Sonic & Knuckles. Spelen utvecklades ursprungligen som ett enda spel tills tidspress och kostnader för spelkassetter senare tvingade teamet att dela upp dem i två projekt. Kassetten till Sonic & Knuckles innehåller en anslutningsbar del som gör det möjligt att sammankoppla den med Sonic 3-kassetten vilket i sin tur skapar ett kombinerat spel, Sonic 3 & Knuckles.
Liksom sina två föregångare blev Sonic 3 en kritisk och kommersiell framgång där recensenter betraktade spelet som en förbättring jämfört med tidigare spel. Det sålde i drygt en miljon exemplar i USA. Trots att det gör spelet till ett av de bäst säljande Sega Genesis-spelen (Genesis är namnet på konsolen Mega Drive i Nordamerika), hade spelets föregångare, i vissa regioner paketerade med Mega Drive, tillsammans sålt i över 21 miljoner exemplar. Sonic 3 har återutgivits i spelsamlingar och som nedladdningsbart innehåll till olika plattformar, däribland Sonic Mega Collection till Gamecube och Sonic's Ultimate Genesis Collection till Playstation 3 och Xbox 360.

## Handling
Efter att Sonic och Miles "Tails" Prower besegrar Dr. Robotnik vid slutet av Sonic the Hedgehog 2, kraschar hans rymdstation Death Egg på en mystisk svävande landmassa som kallas Angel Island. Medan Robotnik börjar reparera den skadade rymdstationen träffar han Knuckles the Echidna. Knuckles är den siste överlevande medlemmen av en forntida civilisation av myrpiggsvin som en gång bebodde ön, samt väktaren av "Master Emerald" som ger ön dess svävande kraft. Vetskapen om att Sonic och Tails kommer försöka jaga ifatt honom och att han kan använda smaragden för att försörja rymdskeppet med el, lurar Robotnik Knuckles till att tro att Sonic försöker stjäla Master Emerald.
Samtidigt närmar sig Sonic och Tails Angel Island i deras biplan "Tornado". Sonic innehar smaragderna från Sonic the Hedgehog 2 och förvandlas till Super Sonic när han hoppar av planet. När de anländer till ön ligger Knuckles i bakhåll och attackerar Sonic underifrån och slår Kaos-Smaragderna ur Sonics ägo, något som får Sonic att återgå till sin normala form. Knuckles stjäl sedan smaragderna från dem och försvinner inåt land. Sonic och Tails träffar emellanåt på Knuckles när de fortskrider genom nivåerna, som förhindrar deras färd med diverse fällor.
Vid Launch Base Zone kommer Sonic till Death Egg och möter Knuckles på en balk. Knuckles försöker stoppa Sonic men besegras när Death Egg återstartas och balken kollapsar, vilket får Knuckles att falla i vattnet. Sonic fortsätter till däcket på Death Egg där han besegrar Robotniks maskin. Rymdskeppet skadas och faller ur sin omloppsbana för att sedan explodera. Det här partiet har en retroaktiv handling i Sonic & Knuckles där Death Egg visar sig ha kollapsat på Angel Island istället för att ha förstörts.

## Spelupplägg
Sonic 3 är ett sidscrollande plattformsspel i 2D. När spelet startar kan spelare välja att spela som Sonic, Tails eller båda. I det senare alternativet styr spelaren Sonic medan Tails springer bredvid honom. En andra spelare kan ansluta när som helst och kontrollera Tails separat. I spelet har Tails förmågan att flyga en kortare stund genom att svänga sina svansar som en propeller. När han blir för trött faller han dock ner till marken. Till skillnad mot Sonic kan Tails också simma under vatten.
Spelet utspelar sig på sex nivåer eller zoner, där varje nivå är indelad i två akter: "Angel Island Zone", "Hydrocity Zone", "Marble Garden Zone", "Carnival Night Zone", "Ice Cap Zone" samt "Launch Base Zone". Nivåerna befolkas av Robotniks robotar, så kallade "badniks". Sonic och Tails kan besegra badniks genom att hoppa på dem eller genom att använda attacken "spin dash", där spelarfiguren rullar ihop sig till en boll och snurrar samtidigt som den står stilla, vilket också resulterar i en utökad hastighet. Nivåerna innehåller hinder och andra element som vertikala loopar, delar formade som korkskruvar, förstörbara väggar, spikar, vatten som spelaren kan drunkna i och bottenlösa hålor. Slutet på den första akten på varje nivå innehåller en strid mot en av Robotniks stora och kraftfulla miniboss-robotar, och en bosstrid mot Robotnik vid slutet av den andra akten på varje nivå. När spelaren når en ny nivå sparas spelet till ett av sex stycken sparutrymmen som kan laddas vid ett senare tillfälle.
Liksom i tidigare Sonic-spel använder Sonic 3 ringar som finns utspridda över spelets nivåer som en hälsoindikator. När den spelarstyrda figuren attackeras utan att ha några samlade ringar på sig, krossas, faller utanför skärm eller överstiger aktens tidsgräns på tio minuter, förlorar figuren ett liv och återvänder till den senast passerade kontrollstationen. Om figuren dör utan några extraliv kvar kommer spelet att avslutas. På nivåerna förekommer också "power-ups" eller bonusförmågor i form av tv-apparater som, om de går sönder, ger figuren antingen ett extraliv, tillfällig osårbarhet mot de flesta faror, ett antal ringar, en sköld som möjliggör andning under vatten, en sköld som drar till sig närbelägna ringar eller en sköld som skyddar mot projektiler från fiender. Dessa sköldar gör det också möjligt för spelarfiguren att studsa och hoppa extra högt, samt förflytta sig extra snabbt i sidled.
Spelet innehåller två sorters specialnivåer. När spelaren samlat minst 50 ringar och passerar en kontrollstation, kan den förflytta sig till den första typen, som äger rum i en studsmatteliknande miljö där bonusförmågor kan erhållas genom att ett reglage vrids om. Båda sidor av skärmen är kantade av språngbrädor som försvinner när figuren hoppar på dem. Reglaget trillar neråt när två språngbrädor på samma höjd förbrukats. En studsmatta i taget försvinner också efter användning. Om figuren faller genom hålet som bildas lämnar spelaren nivån med den senast vunna bonusförmågan.

Ett diagram över en av specialnivåerna som visar hur spelaren kommer över ringar genom att röra sig runt en formation av blåa klot.

Den andra sortens specialnivå kan nås genom att hoppa in i gigantiska ringar som finns i hemliga passager. Dessa nivåer kretsar kring att springa runt i en 3D-karta och röra vid blåa klot som är utplacerade i olika mönster. Genom att springa över ett blått klot färgas det rött och om ett rött klot sedan åter vidrörs lämnar spelaren specialnivån, såvida inte figuren rör sig i ett särskilt mönster som gör att kloten förvandlas till harmlösa ringar. Om alla blåa klot avlägsnas får spelaren en Kaos-Smaragd, och om Sonic (inte Tails) samlar alla sju Smaragderna, kan han omvandlas till Super Sonic som gör honom osårbar mot de flesta hinder.
Sonic 3 har ett tävlingsläge. Två spelare kan kontrollera Sonic, Tails eller Knuckles (det här är det enda sättet att använda Knuckles utan att koppla in Sonic & Knuckles till spelkassetten), och tävla mot varandra genom en eller alla fem banor som inte förekommer i det huvudsakliga spelet. På dessa banor kan en spelare också tävla mot klockan i en så kallad "time attack".

### Sonic 3 & Knuckles
Sonic 3 och Sonic & Knuckles var menade att bli ett enda spel men utgavs var för sig på grund av tids- och finansiella begränsningar. Kassetten till Sonic & Knuckles har en "lock-on"-funktion, en anslutningsbar som gör att den kan kopplas samman med andra Mega Drive-kassetter. Genom att sammankoppla Sonic 3-kassetten skapas ett kombinerat spel, Sonic 3 & Knuckles. Funktionen är tillgänglig i vissa digitala utgivningar av spelen, som i exempelvis tjänsten Virtual Console till Wii.
I Sonic 3 & Knuckles kan spelaren spela Sonic 3-nivåer som Knuckles eller Sonic & Knuckles-nivåer som Tails eller både Sonic och Tails. Annat nytt innehåll är möjligheten att samla Super Emeralds, vilket låser upp nya "Hyper"-egenskaper för Sonic och Knuckles och en "Super"-egenskap för Tails, förbättrade sparalternativ som sparar figurernas liv och "fortsätter", samt ett extra slut där Sonic återlämnar Master Emerald till Angel Island.

## Utveckling

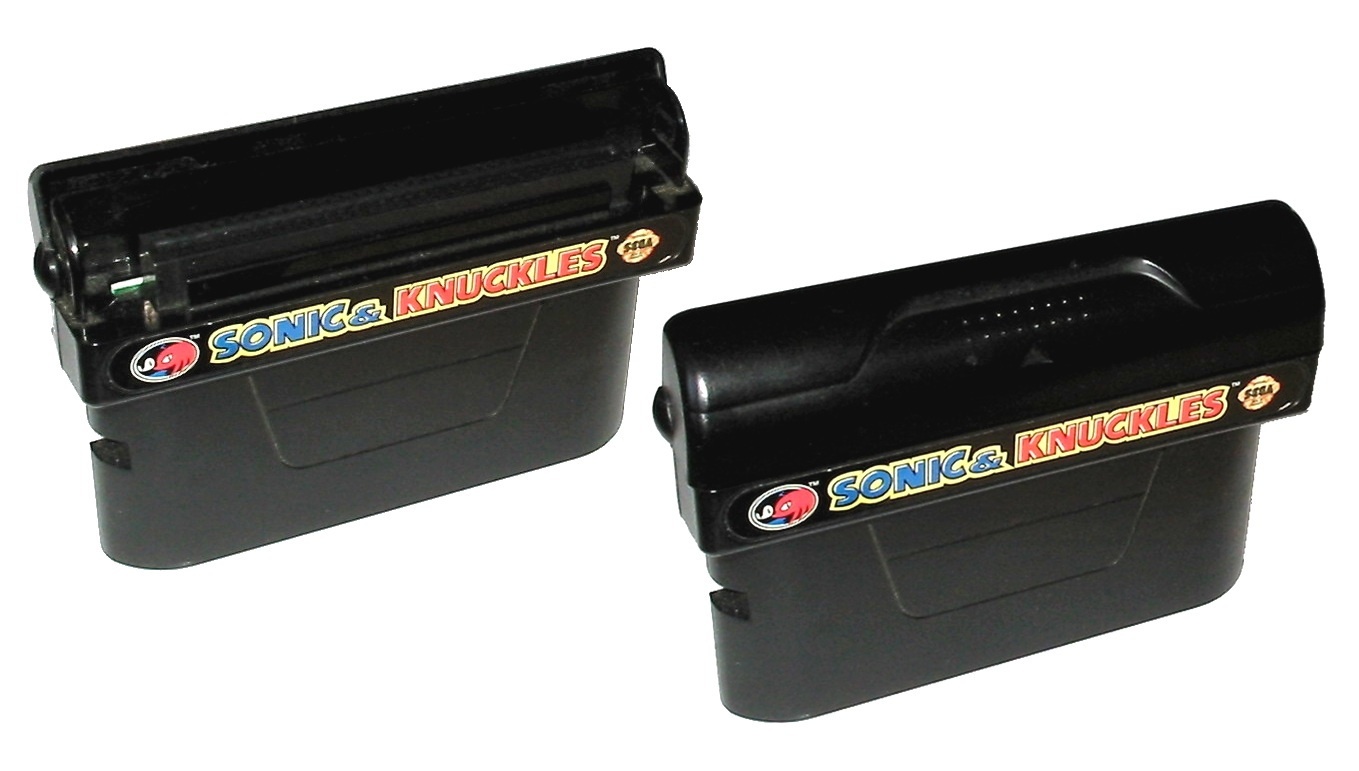
Spelkassetten till Sonic the Hedgehog 3 gick att koppla samman med kassetten till Sonic & Knuckles vilket resulterade i ett kombinerat spel.

Precis som dess föregångare utvecklades Sonic 3 av Sonic Team och gavs ut av Sega. Yuji Naka och Hirokazu Yasuhara var några de huvudsakliga skaparna av spelets design. Sonic 3 började som ett spel med uppifrån-och-ner-perspektiv liknande det i Sonic 3D Blast från 1996, men konceptet övergavs tidigt då utvecklarna inte ville förändra beståndsdelarna i Sonic för mycket i en uppföljare.
Sonic 3 och Sonic & Knuckles planerades ursprungligen bli ett enda spel. Den begränsade tidsramen och kostnaderna för en 34 megabits-kassett, var faktorer som spelade in. Sonic Team delade upp spelet vilket gav utvecklarna mer tid att slutföra den andra delen och fördelade kostnaden mellan två spelkassetter. Kassetten har en liten andel av en typ av RAM-minne inbyggt som gör att spelaren kan spara spelomgången till själva spelkassetten.
Sonic 3 släpptes den 2 februari 1994 i Nordamerika, och den 24 februari i Europa. För spelets europeiska lansering anpassade i promotionsyfte den brittiska musikgruppen Right Said Fred sin låt Wonderman och innehöll referenser till många delar av Sonic. Låten användes i reklam för spelet och utgavs som singel som hamnade på brittiska topplistor. I musikvideon medverkar Fezhead och Skull från Sega TV:s marknadsföringskampanj, tillsammans med Sonic.
2005 sade Roger Hector, tidigare anställde på Sega Technical Institute att Sega kontaktade Michael Jackson för att komponera musiken till Sonic 3, men anklagelser om sexuella övergrepp gjorde att hans inblandning i projektet avslutades och att musiken gjordes om. Musikern Cirocco Jones hemsida, Jones som bidrog med musik i Sonic 3 under namnet "Scirocco", tillskrev sig själv tillsammans med Jackson och Brad Buxer, turnékeyboardist tillika låtskrivarkollega, för musikaliska delat för "nivåerna 2 & 3" i "Sonic the Hedgehog". Anställda på Sega uppgav dock senare att eventuell medverkan med Jackson skedde utan deras vetskap och några kontrakt eller formella överenskommelser gjordes inte.
I en intervju från 2009 med den franska tidskriften Black & White uttryckte Buxer att Jackson var involverad i några av kompositionerna i Sonic 3, men valde att förbli icke omnämnd eftersom han var missnöjd med ljudkapaciteten hos Mega Drive. Han sade också att musiken i eftertexterna i Sonic 3 blev grunden för Jacksons singel från 1996, "Stranger in Moscow". I november 2013 framkom det bland Sonic-fansen att musiktemat för nivån "Ice Cap Zone" liknar en tidigare outgiven låt från 1982 av bandet The Jetzons, där Buxer var keyboardist och en av låtskrivarna, kallad "Hard Times".
I oktober 2013 ägnade Gametrailers ett avsnitt av dess serie Pop Fiction till att undersöka Jacksons medverkan i spelet. Roger Hector som tidigare uppgett att Jacksons inblandning upphörde efter anklagelserna om sexuella övergrepp, sade att likheter med Jacksons musik i Sonic 3 inte var avsiktlig från Segas sida. En anonym källa som var involverad i spelets utveckling instämde i Buxers påstående och sade att Jacksons inblandning skedde innan skandalerna uppdagades i augusti 1993 och att hans bidrag blev kvar i spelet, samt att Jackson valde att förbli icke omnämnd. Källan specificerade och sade att musiken på nivån Carnival Night Zone var ett av styckena som Jackson bidrog med.

## Alternativa versioner och portningar

### Utgivningar i spelsamlingar
Spelsamlingar som innehåller spelet är Sonic Jam från 1997 till Sega Saturn, Sonic & Knuckles Collection från 1997 och Sonic & Garfield Pack från 1999 till PC, Sonic Mega Collection från 2002 till Gamecube, Sonic Mega Collection Plus från 2004 till Playstation 2, Xbox och PC, Sonic's Ultimate Genesis Collection från 2009 till Xbox 360 och Playstation 3, och Sonic Classic Collection från 2010 till Nintendo DS. Till de flesta spelsamlingar har inga större ändringar gjorts i spelet. Emellertid hade Sonic Jam, utöver den ursprungliga versionen, ett par nya "remix"-alternativ. Spelläget "Normal" ändrade utseendet på ringarna och farorna och "Easy" tar bort vissa element av spelet. Sonic & Knuckles Collection innehåller en MIDI-återgivning av spelets soundtrack där vissa nivåer spelar helt annan musik.

### Digitala utgivningar
Spelet släpptes till Wii's Virtual Console i september 2007, och till Xbox Live Arcade den 10 juni 2009. Xbox-utgåvan hade förbättrad grafik för HD-skärmar och en topplista online samt ett stöd för multiplayer via delad skärm och Xbox Live. Originalmetoden att spara spelet ersattes med en omgjord version som möjliggör sparande när som helst under spelomgången, med undantag för när spelet klaras. När PC-utgåvan släpptes via mjukvaran Steam gavs spelet och dess efterföljare ut tillsammans som Sonic 3 & Knuckles, som det från början var tänkt. Spelaren, även om den spelar som Tails, fortsätter här efter att ha slutfört Sonic 3 till början av Sonic & Knuckles.

## Mottagande
| Mottagande                | Mottagande                                               |
| Samlingsbetyg             | Samlingsbetyg                                            |
| Tjänst                    | Betyg                                                    |
| ------------------------- | -------------------------------------------------------- |
| Gamerankings              | 89% (Genesis) (5 recensioner) 78% (X360) (6 recensioner) |
| Metacritic                | 79% (X360) (6 recensioner)                               |
| Recensionsbetyg           |                                                          |
| Publikation               | Betyg                                                    |
| Computer and Video Games  | 94% (Genesis)                                            |
| Electronic Gaming Monthly | 38/40 (Genesis)                                          |
| Eurogamer                 | 8/10 (X360)                                              |
| Gamespot                  | 8/10 (Wii)                                               |
| Hyper                     | 90% (Genesis)                                            |
| IGN                       | 9/10 (Wii)                                               |

Mega Drive-versionen av spelet sålde 1,02 miljoner exemplar i USA. Medan Sonic 1s försäljningssiffror globalt har uppskattats till 15 miljoner, och Sonic 2s till sex miljoner, ingick Sonic 3 till skillnad mot dess föregångare inte med själva Genesis-konsolen. Sonic 3 är dock ett av de bäst säljande Genesis-spelen genom tiderna.
Precis som dess föregångare fick Sonic 3 positiva recensioner. I recensionssammanställningssidan Gamerankings har spelet ett genomsnittsbetyg på 89%, baserat på fem recensioner. Recensenterna ansåg att Sonic 3 var det dittills bästa spelet i serien. Andrew Humphreys på tidskriften Hyper, som beskrev sig själv som inget Sonic-fan, sade att det var "tveklöst" det bästa i serien, inklusive Sonic CD, men medgav att han föredrog Sonic 2s specialnivåer med en liten marginal. Sega Magazine nämnde å andra sidan att Sonic 3 hade bättre specialnivåer och inte bara på det stora hela var överlägset Sonic 2, utan också skulle vara "en allvarlig utmanare till priset Bästa plattformsspelet någonsin". Sega Power skrev att trots deras skepticism betraktade de spelet som "förträffligt" och med lätthet "det mest utforskande och spelbara" spelet i serien. Speltidskriften Electronic Gaming Monthly jämförde också Sonic 3 och ansåg det vara en stark kandidat gentemot Sonic 1, 2, och CD och gav det priset ”Game of the Month”. De rankade det senare som nummer 1 i ”The EGM Hot 50”, och återspeglade att det hade fått den högsta genomsnittspoängen av alla spel de hade recenserat det senaste året. Lucas M. Thomas på IGN skrev att Sonic 3 ”fullbordade trilogin som det bästa spelet av dem alla.” Dan Whitehead på Eurogamer ansåg emellertid Sonic & Knuckles vara det främsta spelet.
Vissa recensenter tyckte att Sonic 3 hade förnyat sig för lite i jämförelse med tidigare Sonic-spel. Humphreys på Hyper såg bara "ett par nya delar i innehållet", samtidigt som Sega Power ansåg det vara "inte alls så annorlunda", och Damien McFerran på Nintendo Life sade att "det finns inte mycket nya element här för att vara brutalt ärlig". Frank Provo från Gamespot nämnde att spelets mest viktiga tillägg var dess sparsystem.Trots det ansåg både han och Electronic Gaming Monthly att de nya bonusförmågorna var njutbara. Flera aspekter av spelets nivådesign lyftes fram. Electronic Gaming Monthly och Sega Power gillade spelets utökade nivåer, hemliga områden, betydligt mindre linjära nivådesign, samt svårighetsgrad. Mean Machines instämde och beskrev spelet som "ett berg-och-dalbane-åk från start till mål" och rankade "Carnival Night" som deras favoritnivå, vilken de beskrev som "förmodligen den snyggast programmerade speldelen i Megadrive-historien". Humphreys och Mean Machines tyckte att spelet var för kort, men de och Sega Magazine ansåg att dess tvåspelarläge och samlandet av Smaragder skulle vara betydande orsaker i utökningen av spelets återspelningsvärde. Whitehead sade att banornas storlek effektivt skulle hålla spelarna upptagna. Sega Magazine berömde också alternativet att spela som Knuckles i tvåspelarläget.
Det visuella mottogs mycket väl. Humphreys beskrev Sonic 3 som "ett av de vackraste spelen som finns" och fullt av "flashiga nya visuella trick", och framhöll Sonics uppstigningar från rör och spiralformade vägar som särskilt innovativa. Sega Magazine uttryckte att spelets grafik var "briljant" till och med för en Sonic-titel, medan Provo lyfte fram de "detaljerade" bakgrunderna. Mean Machines skrev i liknande ordalag och gav beröm speciellt för kamerans snabba rörelse, mångfalden på nivåernas teman, och den "kraftigare, mer detaljerade" estetiken överlag. Thomas och Provo uppskattade särskilt användningen av ordlösa scener för att skapa en sammanhängande berättelse och för att tematiskt koppla ihop zoner. McFerran tyckte dock att det visuella hade blivit nedgraderat, i synnerhet Sonics "korta och tjocka" sprite och "de ökänt 'punktfyllda' texturerna".
Ljudeffekterna och musiken fick också positiv respons, fast något mindre sådan jämfört med det visuella. Sega Magazine beskrev de som "briljanta" och "långt mer överlägset" än i Sonic 2. Mean Machines sade att varje nivå hade ”mycket bra låtar" och ljudeffekter och framhöll speciellt spelets slutmusik. Humphreys fann dock ljudet som slående likt de första två Sonic-spelens soundtrack. Thomas tyckte att musiken var "imponerande", men inte riktigt i samma klass som Sonic 2s.
Recensionerna till senare porteringar har varit något mindre positiva. Utgåvan till Xbox 360 har betyget 78% respektive 79% på Gamerankings och Metacritic. Vissa kritiker, som Adam Ghiggino på PALGN ansåg att spelet inte tillräckligt hade blivit uppgraderat för dess återutgivningar, och Whitehead på Eurogamer önskade att samarbetslägen hade införlivats online. Provo på Gamespot och Thomas på IGN tyckte att Sega skulle återutgett spelet och dess efterföljare gemensamt som Sonic 3 & Knuckles istället.
Tidskriften Mega listade det i november 1994 som det femte bästa Genesis-spelet någonsin. 2014 rankade Gamesradar Sonic 3 & Knuckles som det sjunde bästa Genesis-spelet. Jeremy Parish från US Gamer placerade det kombinerade spelet på åttonde plats på en liknande lista 2013.

## Eftermäle
Nummer 33 och 34 av serietidningen Sonic the Comic och nummer 13 av Archie Comics-versionen av en Sonic the Hedgehog-serie bestod av deras egen tolkning av spelet. Till Sonics 20-årsjubileum utgav Sega Sonic Generations, ett spel som gjorde om delar av olika tidigare spel från franchisen. Nintendo 3DS-utgåvan av spelet innehåller en remake av spelets slutboss "Big Arms". En omgjord version av "Game Over"-musiken förekom också i spelet.